# All American Nightmare
All American Nightmare es el tercer álbum de la banda de rock alternativo Hinder. Fue publicado el 7 de diciembre de 2010 por Universal Republic Records, es el sucesor de Take It to the Limit que fue lanzado en 2008. All American Nightmare es significativamente más pesado en el sonido de uno de los dos discos anteriores de la banda. 

## Lista de canciones
| N.º | Título                                                                                 | Duración |  |
| 1.  | «2 Sides of Me»                                                                        | 3:26     |  |
| 2.  | «All American Nightmare» (Winkler, Hanson, Warren bros., Kevin Churko, Marshal Dutton) | 3:18     |  |
| 3.  | «What Ya Gonna Do»                                                                     | 4:08     |  |
| 4.  | «Hey Ho» (Winkler, Hanson, Warren bros., Churko, Dutton)                               | 3:37     |  |
| 5.  | «The Life»                                                                             | 3:39     |  |
| 6.  | «Waking Up the Devil»                                                                  | 4:14     |  |
| 7.  | «Red Tail Lights» (Winkler, Hanson, Jeffrey Steele)                                    | 3:49     |  |
| 8.  | «Striptease»                                                                           | 3:30     |  |
| 9.  | «Everybody's Wrong»                                                                    | 3:42     |  |
| 10. | «Put That Record On»                                                                   | 3:39     |  |

### Deluxe Edition
| N.º | Título                                            | Duración |  |
| 11. | «Good Life»                                       | 3:35     |  |
| 12. | «Bad Mutha Fucka»                                 | 3:35     |  |
| 13. | «Put That Record On» (demo version)               | 3:43     |  |
| 14. | «What Ya Gonna Do» (demo version)                 | 4:14     |  |
| 15. | «2 Sides of Me» (demo version - iTunes exclusive) | 3:16     |  |
| 16. | «All American Nightmare» (music video)            | 4:04     |  |

## Puesto
| Listas (2010)                     | Posiciones |
| --------------------------------- | ---------- |
| U.S. Billboard 200                | 37         |
| U.S. Billboard Alternative Albums | 1          |
| U.S. Billboard Digital Albums     | 10         |
| U.S. Billboard Hard Rock Albums   | 2          |
| U.S. Billboard Top Rock Albums    | 3          |

## Personal
- Austin Winkler - voz
- Joe Garvey  - guitarra
- Mark King - guitarra rítmica
- Mike Rodden - bajo
- Cody Hanson - batería